# Euselasia seitzi
Euselasia seitzi är en fjärilsart som beskrevs av Kathy 1926. Euselasia seitzi ingår i släktet Euselasia och familjen Riodinidae. Inga underarter finns listade i Catalogue of Life.